# Port lotniczy Yeosu
Port lotniczy Yeosu (IATA: RSU, ICAO: RKJY) – port lotniczy położony w mieście Yeosu, w Korei Południowej.